# Spintharus gracilis
Spintharus gracilis är en spindelart som beskrevs av Eugen von Keyserling 1886. Spintharus gracilis ingår i släktet Spintharus och familjen klotspindlar. Inga underarter finns listade i Catalogue of Life.